# Програма на ООН за развитие
Програмата на ООН за развитие (на английски: United Nations Development Programme), съкр. ПРООН (UNDP), е програма и организация на ООН с глобална мрежа за развитие, която прокарва промени и осъществява обмен на знания, опит и ресурси между държавите, за да помага на хората да градят по-добър живот.
ПРООН оперира в 177 държави и работи съвместно с тях върху собствените решения на глобалните и национални проблеми, съпътстващи развитие им. Докато подобрят своя местен капацитет, те могат да черпят от опита на ПРООН и многобройните ѝ партньори.
ПРООН е изпълнителен съвет в рамките на Общото събрание на ООН. Ръководителят на ПРООН е третият най-високопоставен служител на Организацията на обединените нации след генералния секретар и заместник-генералния секретар на ООН.
Седалището на ПРООН е в Ню Йорк. Програмата се финансира изцяло от доброволни вноски на страните-членки. ПРООН има свои представителства в 177 страни. Програмата работи с местните власти, за да им помогне при решаване на проблеми, свързани с развитието и за да осигури максимално усвояване на местния капацитет. Освен това Програмата на ООН за развитие (ПРООН) работи в международен план, за да помогне на страните да постигнат Целите на хилядолетието за развитие (ЦХР). ПРООН е една от основните агенции на ООН, участващи в разработването на Програмата за развитие след 2015.
ПРООН предоставя експертни съвети, обучение и безвъзмездна помощ за развиващите се страни с все по-голям акцент върху подпомагане на най-слабо развитите. За да се постигнат Целите на хилядолетието за развитие и да се насърчи глобалното развитие, ПРООН се фокусира върху намаляване на бедността, борба с ХИВ / СПИН, демократичното управление, съхраняване на енергията и околната среда за устойчиво развитие, социално развитие, както и върху предотвратяването на кризи и възстановяването от тях. ПРООН също така насърчава защитата на правата на човека и равнопоставянето на жените във всички свои програми.
Също така в центровете на ПРООН, занимаващи се с анализ и измерване на прогреса на човешкото развитие, се изготвя годишен доклад на тази тема (от 1990 г.). В допълнение към глобалния доклад на ПРООН се публикуват регионални, национални и местни доклади за развитието на човека.
Представителството на ПРООН в България започва дейността си с подписването на Споразумение между Република България и Програмата за развитие на Организацията на обединените нации на 20 август 1992 г. Документът представлява правната основа на сътрудничеството между ПРООН и българското правителство. Той определя общите условия, при които ПРООН подпомага правителството в осъществяването на неговите проекти за развитие.

## Произход
ПРООН е основана на 22 ноември 1965 г. със сливането на Разширената програма за техническа помощ (Expanded Programme of Technical Assistance, съкратено EPTA) и Специалния фонд на ООН (United Nations Special Fund). През 1971 г. двете организации са напълно обединени в ПРООН. Обосновката е да се избегне дублирането на дейностите им. Разширената програма за техническа помощ има за цел да помогне в икономически и политически аспекти по-слабо развитите страни, докато Специалния фонд работи по разширяване обхвата на техническа помощ на ООН.

## Бюджет
В брутно изражение институционалният бюджет на ПРООН по прогноза за 2012 – 2013 г. е 931,9 млн. долара, а в нетно изражение е 856,5 млн. долара.

## Дейности
С връзките си в 177 страни ПРООН координира глобални и национални усилия за постигане на целите и приоритетите за национално развитие. ПРООН се фокусира основно върху пет казуса на развитието:
Демократично управление ПРООН подкрепя националните демократични преходи, като предоставя стратегически консултации и техническа подкрепа, подобряване на институционалия и индивидуалния капацитет на държавите, обучение на населението и се застъпва за демократични реформи, насърчаване на преговори и диалози, както и споделяне на успешни практики от други страни. ПРООН подкрепя съществуващите демократични институции, чрез засилване на общуването, повишаване на националния дебат и по-лесно постигането на консенсус по национални програми за управление.
Намаляване на бедността ПРООН помага на страните да разработят стратегии за борба с бедността, чрез разширяване достъпа до икономически ресурси. ПРООН работи и на макро ниво за реформиране на търговията, подпомагане за облекчаване на задълженията, насърчаване на чуждестранни инвестиции, както и осигуряване на полза от глобализацията за най-бедните.
Програмата спонсорира развитието на пилотни проекти, насърчава ролята на жените и координира усилията между правителствата, неправителствените организации и външните спонсори. По този начин ПРООН работи с местни лидери и правителства за да предостави възможности на бедните хора, да създават свой бизнес и по този начин да се подобри тяхното икономическо състояние.
Предотвратяване на кризи и възстановяването от тях ПРООН работи по намаляване на риска от въоръжени конфликти или бедствия. Също така насърчава навременното възстановяване след възникнали кризи. ПРООН работи чрез своите представителства в страните, за да подпомогне местното правителство при нужда.
Програмите за намаляване на риска на ПРООН включват усилия за контрол при разпространението на оръжия, стратегии за намаляване на последиците от природни бедствия, както и програми за насърчаване на дипломацията и предотвратяване на насилието.
Програми за възстановяване включват разоръжаване, демобилизация и реинтеграция на бивши воюващи страни. Включва още програми за реинтеграция на бежанци, възстановяването на основни услуги и преходни правосъдни системи за страните възстановяващи се от война.
Устойчиво развитие на околната среда, енергетиката и туризма ПРООН се стреми към справяне с проблеми като влошаване на околната среда и липсата на достъп до чиста вода, канализация и енергийни услуги. Програмата цели разрешаването на проблемите чрез подобряване на способностите на развиващите се страни, чрез увеличаване на устойчивото и човешкото развитие и намаляване на бедността. ПРООН работи със 177-те страни, за да укрепи способността си за справяне с глобалните проблеми на околната среда. Програмата предоставя иновативни политически съвети и връзка между партньорите, като залага екологични проекти за развитие, които помагат на бедните хора да осигурят прехраната си.
Екологичната стратегия на ПРООН се фокусира върху ефективното управление на водите, включително достъп до водоснабдяване и канализация, достъп до устойчиви енергийни услуги, устойчиво управление на земите за справяне с изоставени и неплодородни стопански площи, опазване и устойчиво използване на биоразнообразието и политики за контрол на вредните емисии и вещества от озоновия слой. Инициативният екваториален офис на ПРООН на всеки две години обявява приза „Екватор’’, за признание на изключителните усилия на местното население за намаляване на бедността, чрез опазването и устойчивото използване на биологичното разнообразие, като по този начин местните допринасят за постигането на Целите на хилядолетието за развитие.
СПИН/ХИВ Голям проблем за обществото е вирусът СПИН. ПРООН помага на страните да предотвратят по-нататъшно му разпространение и да намалят въздействието му.

## Координираща роля на ООН
ПРООН играе важна координираща роля за дейностите на ООН в областта на развитието. Това основно се извършва под ръководство на групата за развитие на ООН и чрез постоянния системен координатор.

### Група за развитие на Организацията на обединените нации
Група за развитие на Организацията на обединените нации е създадена от генералния секретар през 1997 г., за да се подобри ефективността на ООН за развитие на национално ниво. Групата обединява оперативните агенции, които работят за развитието. Тя се председателства от ръководителя на ПРООН. ПРООН осигурява секретариата на Групата.
Групата за развитие на ООН разработва политики и процедури, които позволяват на държавните агенции да работят заедно и да анализират въпроси свързани със страната, стратегии за подмомгане, прилагане на програмите за подпомагане, проследяване на резултатите и застъпване за промяна. Тези инициативи увеличават въздействието на ООН в подпомагането на страни да постигнат Целите на хилядолетието за развитие, в това число и намаляване на бедността.
32 агенции на ООН са членове на групата на развитие. Изпълнителният комитет се състои от 4 „членове основатели“: УНИЦЕФ, Фонд за население на Обединетите нации, Световната програма по прехраната и Програма за развитие на ООН.

## Управление
Ръководителят на ПРООН е третият най-високопоставен служител на Организацията на обединените нации, след генералния секретар и заместник-генералния секретар на ООН.
Постът за ръководител се обявява от генералния секретар на ООН и се потвърждава от Общото събрание за срок от 4 години.
Хелън Кларк, бивш премиер на Нова Зеландия, е сегашният ръководител на ПРООН. Тя е назначена в края на март месец 2009 г., като заема мястото от Кемал Дервич. Сегашното правителство на Нова Зеландия силно подкрепя нейната номинация, заедно с Австралия, Тихоокеанските островни нации и министър-председател на Обединеното кралство Гордън Браун. Настоящите членове на управителния съвет на ПРООН са Иран (председател), Хаити, Сърбия, Холандия и Танзания.

### Заместник-ръководител
Този пост е зает от Ребека Гринспан, назначена на 1 февруари 2010.

### Помощник-ръководители
Помощник ръководителите на ПРООН, помощник генералните-секретари на ООН и директорите на регионалните бюра са: Тегегенеуорк Гетту (Етиопия) за Африка, Сима Сами Бахус (Йордания) за арабските държави, Аджай Чиббер (Индия) за Азия и Тихия океан, Джихан Султаноглу (Турция) за Европа и Общност на независимите държави, Хералдо Муньос Валенцуела (Чили) за Латинска Америка и Карибския басейн и Йенс Уандел (Дания) за Бюрото по управление.

### Предишни ръководители
Първият ръководител на Програмата на ООН за развитие (ПРООН) е Пол Г. Хофман.
Сред бившите ръководители от САЩ са:
- Брадфорд Морс, бивш републикански конгресмен от Масачузетс;
- Уилям Дрейпър, рисков капиталист, приятел на Джордж Х. У. Буш, въвел „Доклада за човешкото развитие“ в системата на ООН;
- Марк Малок Браун, бивш заместник-председател на външните работи в Световната банка и после заместник генерален секретар на ООН.

Преди Хелен Кларк ръководител на ПРООН е Кемал Дервич, бивш министър на финансите на Турция. Дервич започва 4-годишния си мандат на 15 август 2005 г.

## Посланици на добра воля
ПРООН, заедно с други агенции на ООН, отдавна ползва безвъзмездни услуги и подкрепа от известни личности като „посланици на добра воля“ или „млади емисари“, които подкрепят и насърчават основните политики. Според интернет сайта на ПРООН: „Тяхната слава помага за бързото и широко разпространение на посланието за човешкото развитие и международното сътрудничество, което помага да се ускори постигането на Целите на хилядолетието за развитие (Millennium Development Goals)“. Пълен списък на посланиците на добра воля на ПРООН и на ООН може да се открие на сайта goodwillembassy.org

### Световни посланици
- Антонио Бандерас[6]
- Хокон Магнус[7]
- Надин Гордимър
- Мисако Конно
- Роналдо
- Зинедин Зидан
- Мария Шарапова
- Айсам-ул-Хак Куреши през ноември 2010 г.

### Регионални посланици
- Арта Доброши[8]
- Муса Уасеф
- Хюсеин Фахми
- Адел Амам
- Халед Абол Нага
- Дидие Дрогба

### Почетен посланик по развитие на човека
- Принцесата на Йордания Басма Бинт Талал

### Почетен съветник по спорта и развитието
- Синдиели Уейд

### Млади емисари
- Дикембе Мутомбо
- Бааба Маал
- Мария Мутола